# Gran Premio de Catar
El Gran Premio de Catar es una carrera de automovilismo válida para el Campeonato Mundial de Fórmula 1 que se disputa anualmente con monoplazas en el circuito Internacional de Losail, ubicado en la ciudad de Lusail, Catar, a aproximadamente 28 kilómetros al norte de la capital Doha. Se celebró por primera vez en la temporada 2021, siendo el piloto británico Lewis Hamilton de la escudería Mercedes el primer ganador en la historia del evento.

## Historia
Catar debutó en la Fórmula 1 en 2021. Originalmente no estaba incluido en el calendario de ese año. Sin embargo, el Gran Premio de Australia de 2021, previamente pospuesto para el mes de noviembre debido a la pandemia de COVID-19, fue finalmente cancelado en julio por esa misma situación. Tras meses de rumores, el 30 de septiembre la Fórmula 1 anunció la disputa del Gran Premio de Catar como antepenúltima prueba de la temporada, así como la presencia del país en el calendario por diez años más a partir de 2023. En 2022 no hubo carrera debido a la celebración de la Copa Mundial de Fútbol de 2022 en el país.
Lewis Hamilton ganó la primera edición del GP de Catar. En esa carrera Fernando Alonso logró su primer podio con Alpine, así como su primer podio desde Hungría 2014.

## Críticas
Al igual que sucedió a finales de 2020 con la creación del Gran Premio de Arabia Saudita, Amnistía Internacional criticó la decisión de la Fórmula 1 de correr en Catar.

## Ganadores
| Año  | Piloto                                                                 | Constructor                                                            | Circuito                                                               | Resultado                                                              |
| ---- | ---------------------------------------------------------------------- | ---------------------------------------------------------------------- | ---------------------------------------------------------------------- | ---------------------------------------------------------------------- |
| 2021 | Lewis Hamilton                                                         | Mercedes                                                               | Losail                                                                 | Resultados                                                             |
| 2022 | No se disputó por la celebración de la Copa Mundial de Fútbol de 2022. | No se disputó por la celebración de la Copa Mundial de Fútbol de 2022. | No se disputó por la celebración de la Copa Mundial de Fútbol de 2022. | No se disputó por la celebración de la Copa Mundial de Fútbol de 2022. |
| 2023 | Max Verstappen                                                         | Red Bull-Honda RBPT                                                    | Losail                                                                 | Resultados                                                             |
| 2024 | Max Verstappen (2)                                                     | Red Bull-Honda RBPT                                                    | Losail                                                                 | Resultados                                                             |

## Estadísticas

### Pilotos con más victorias
| Victorias | Piloto         | Años       |
| --------- | -------------- | ---------- |
| 2         | Max Verstappen | 2023, 2024 |
| 1         | Lewis Hamilton | 2021       |

### Constructores con más victorias
| Victorias | Constructor | Años       |
| --------- | ----------- | ---------- |
| 2         | Red Bull    | 2023, 2024 |
| 1         | Mercedes    | 2021       |